# Hayley Westenra
Hayley Dee Westenra (sinh ngày 10 tháng 4 năm 1987 tại Christchurch, New Zealand) là một nhạc sĩ, ca sĩ giọng soprano, và cũng là một đại sứ của UNICEF. Album quốc tế đầu tiên của cô là Pure đã vươn lên vị trí số một của bảng xếp hạng UK Classical vào năm 2003 và đã bán được hơn 2 triệu bản trên thế giới. Cô có thể hát với một số ngôn ngữ, bao gồm tiếng Anh, Maori, Ý, Ai-len, Đức, Nhật, và La-tinh. Westenra đã nhận được những tưởng thưởng xứng đáng cho các đóng góp của cô đối với âm nhạc của New Zealand cũng như âm nhạc quốc tế.
Cho đến nay Pure vẫn là album bán chạy nhất thế giới trong số các debut album thuộc thể loại Classical, giúp Westenra trở thành ngôi sao với album quốc tế đầu tiên ra mắt khi cô chỉ mới 16 tuổi. Tháng 8 năm 2006, Westenra gia nhập nhóm nhạc Ailen Celtic Woman và cùng họ lưu diễn trong Spring Tour (2007) cũng như phát hành hai bộ CD và DVD là Celtic Woman: A New Journey (2006) và The Greatest Journey: Essential Collection (2008).
Westenra từng có nhiều buổi biểu diễn cho các nhân vật cấp cao cũng như các sự kiện quốc tế long trọng. Cô là đại sứ thiện chí trẻ tuổi nhất của UNICEF cho đến thời điểm gia nhập và đã có nhiều hoạt động từ thiện tích cực trên toàn thế giới.

## Danh sách đĩa nhạc

### Các album

#### Album khu vực
| Năm  | Tên Album                                                                                                 | Ghi chú | Quốc gia    |
| ---- | --- | --- | ----------- |
| 2000 | Walking in the Air                                                                                        | Phát hành độc lập với hai phiên bản "demo": một phiên bản chỉ có 70 copy với tên nghệ sĩ là Hayley Dee Westenra, và phiên bản kia có 1000 copy với tên Hayley Westenra. Không chủ định phát hành rộng rãi. | New Zealand |
| 2001 | Hayley Westenra                                                                                           | Album phòng thu (studio album) đầu tiên của Hayley. Không chủ định phát hành quốc tế. | New Zealand |
| 2001 | My Gift to You                                                                                            | Gồm các ca khúc Giáng Sinh truyền thống. | New Zealand |
| 2004 | Wuthering Heights                                                                                         | Được Hayley gọi là "mini-album" trong cuốn tự truyện của mình. | Nhật        |
| 2006 | Crystal                                                                                                   | | Nhật        |
| 2007 | Amazing Grace - The Best of Hayley Westenra                                                               | | Nhật        |
| 2007 | Prayer | Gồm các ca khúc chưa từng được phát hành ở Nhật | Nhật        |
| 2008 | Hayley sings Japanese Songs                                                                               | Gồm các ca khúc nổi tiếng của Nhật được chuyển sang Anh ngữ | Nhật        |
| 2009 | Hayley sings Japanese Songs 2                                                                             | CD và DVD các ca khúc tiếng Nhật tiếp theo album năm 2008 | Nhật        |
| 2009 | Winter Magic (Tựa: Fuyu No Kagayaki – Koibito Tachi No Pure Voice; 冬の輝き – 恋人たちのピュア・ヴォイス) | Ra mắt cùng chuyến lưu diễn tháng 10 tại Nhật | Nhật        |

#### Album quốc tế
| Năm  | Tên album                   | Ghi chú |
| ---- | --------------------------- | --- |
| 2003 | Pure                        | Album đầu tiên phát hành ngoài New Zealand và Úc, vị trí cao nhất trên các bảng xếp hạng là #1 NZ, #7 AUS, #7 UK, #70 US |
| 2005 | Odyssey                     | Phát hành ngày 8/8 tại New Zealand, 18/10 tại Mỹ, vị trí cao nhất trên bảng xếp hạng là #1 NZ, #10 UK |
| 2005 | Live From New Zealand       | Thu hình trực tiếp buổi biểu diễn live tại New Zealand |
| 2007 | Celtic Woman: A New Journey | Westenra gia nhập Celtic Woman trong DVD thứ ba của nhóm, A New Journey |
| 2007 | Treasure                    | Album quốc tế thứ ba, phát hành ngày 26/2 tại Anh Quốc và 13/3 tại Mỹ (với tựa Celtic Treasure). Một tháng sau, ngày 26/3, Treasure thống trị các bảng xếp hạng của New Zealand và cho đến nay đã hai lần đạt đĩa bạch kim với hơn 35 ngàn bản được bán hết tại New Zealand. |
| 2008 | River of Dreams             | Tổng hợp các ca khúc hay nhất của Westenra trong các album trước cùng một số bài hát mới. |
| 2009 | Winter Magic                | Album nhạc Giáng Sinh |

### Các đĩa đơn
| Năm  | Tên đĩa                          | Quốc gia |
| ---- | -------------------------------- | -------- |
| 2003 | "Amazing Grace"                  | Nhật     |
| 2005 | "Wiegenlied"                     | Nhật     |
| 2009 | "Nemunoki no Komori Uta/Tsubomi" | Nhật     |

### Các đóng góp khác
| Năm  | Xuất hiện trong                            | Ghi chú |
| ---- | ------------------------------------------ | --- |
| 2003 | Russell Watson Live                        | Hát "I Dreamed a Dream" và song ca bài "Pokarekare Ana" với Watson |
| 2004 | Nussknacker und Mausekönig                 | Hát "Peaches and Creamy World" |
| 2005 | Mulan 2 (Phim Hoa Mộc Lan 2) soundtrack    | Hát "Here Beside Me" |
| 2005 | The Merchant of Venice soundtrack          | Hát "Bridal Ballad" |
| 2005 | Lilo & Stitch 2                            | Hát "Always" |
| 2006 | The New World soundtrack                   | Hát "Listen to the Wind" |
| 2007 | Celtic Woman: A New Journey                | Gia nhập nhóm và hát "The Sky and the Dawn and the Sun", "Over the Rainbow", "Beyond the Sea", "The Last Rose of Summer", "Spanish Lady", "Mo Ghile Mear" và "You Raise Me Up". Hát solo "Scarborough Fair" và "Lascia Ch'io Pianga". |
| 2007 | West Side Story                            | Hát phần của Maria |
| 2007 | Endless Ocean (một game của Nintendo Wii)  | Hát nhiều ca khúc bao gồm cả "Prayer" và "Pokarekare Ana" |
| 2007 | Music of the Spheres                       | Hát "On My Heart" và "On My Heart (reprise)" |
| 2008 | Passione                                   | Hát "Be My Love" cùng Mario Frangoulis |
| 2008 | Tenor at the Movies                        | Hát "Un Giorno Per Noi" trong Romeo and Juliet with cùng Jonathan Ansell |
| 2008 | Songs of Praise                            | Hát "Abide With Me" trong album Treasure vào Chủ nhật 3/8 |
| 2008 | Shadows From The Sky                       | Phim điện ảnh quay tại Bắc Ailen, Anh, và Úc, dự định phát hành vào cuối năm 2009 hoặc đầu năm 2010. Hayley vào vai của chính cô, trong đó có cảnh tại 2008 Northern Ireland Concert.                                                 |
| 2008 | The Greatest Journey: Essential Collection | Celtic Woman Greatest Hits CD/DVD với Hayley Westenra hát "Spanish Lady" và "You Raise Me Up" trong khoảng thời gian đầu gia nhập nhóm. Phát hành quốc tế vào 28/10/2008.                                                             |
| 2009 | Nativity!                                  | Hát bài "Silent Night" trong album Winter Magic và bài "One Night One Moment" cho nhạc phim |
| 2009 | Songs of Praise                            | Chủ nhật 11/1 |

## Các buổi công diễn đáng chú ý
| Năm  | Tên                                          | Ghi chú |
| ---- | -------------------------------------------- | --- |
| 2004 | Pure                                         | New Zealand tour |
| 2004 | The Lord of the Rings Symphony               | Soprano |
| 2005 | Odyssey                                      | |
| 2005 | UNICEF Benefit Concert                       | Hát ca khúc chính thức của UNICEF, "Children First" tại lễ kỉ niệm ngày sinh nhà văn H.C. Andersen ở Copenhagen, Đan Mạch, 2005. Song ca cùng Morten Harket, ca sĩ chính của ban nhạc Na Uy a-ha.                                         |
| 2006 | Il Divo World Tour                           | Hayley là ca sĩ khách mời cho một số buổi biểu diễn. |
| 2006 | Celtic Woman - A New Journey Concert         | Trong buổi công diễn tại Lâu đài Slane ở Ailen, Westenra xuất hiện lần đầu với tư cách là thành viên thứ sáu của Celtic Woman. |
| 2007 | Celtic Woman - A New Journey - US Tour       | Lưu diễn với Celtic Woman tại Mỹ từ tháng 3 đến tháng 5. |
| 2008 | The Central Band of the Royal British Legion | Khách mời danh dự vào ngày 29/3 tại trung tâm nghệ thuật Fairfield Halls, Croydon, Luân Đôn. |
| 2008 | BBC Songs of Praise                          | Thu âm cùng dàn nam đồng ca Mevagissey (Mevagissey Male Choir) tại thánh đường Truro, Anh Quốc. |
| 2008 | Shadows From The Sky                         | Northern Ireland Concert Tour |
| 2008 | Lễ trao giải Classical Brit (Anh Quốc)       | Hayley là một trong các ứng viên vào chung kết; biểu diễn Un Giorno Per Noi cùng Jonathan Ansell. |
| 2008 | Afghanistan Tour                             | Biểu diễn cho các binh lính NATO đang làm nhiệm vụ tại vùng chiến. |
| 2008 | Japan Tour                                   | Biểu diễn live phát sóng trên toàn Nhật Bản vào tháng 5 và 6. |
| 2008 | Ngày lễ Quốc Khánh Mỹ                        | Biểu diễn "Shenandoah" tại tòa Quốc hội Mỹ trước 300 ngàn khán giả trực tiếp và hàng triệu khán giả trên truyền hình và trên sóng vô tuyến. Phát sóng trực tiếp cho quân nhân Mỹ tại 175 quốc gia và 140 tàu chiến trên hải phận quốc tế. |
| 2008 | United Kingdom Tour                          | Tháng 7 và 8 |
| 2008 | Iraq Tour                                    | Hát phục vụ quân đội Anh và Đồng Minh NATO tại Basra, Iraq nhân kỉ niệm 90 năm ngày kết thúc Thế Chiến Thứ Nhất. |
| 2008 | River of Dreams Tour                         | Lưu diễn tháng 11 và 12 tại Anh Quốc để quảng bá cho album River of Dreams. |
| 2009 | The Valentines Tour                          | Lưu diễn tháng 2 tại Anh Quốc cùng Jonathan Ansell. |
| 2009 | Japan Tour                                   | 15 buổi biểu diễn trên cả nước Nhật vào tháng 3 và 4 |
| 2009 | World Games 2009, Đài Loan                   | Diễn live tại lễ khai mạc World Games 2009 tại Đài Loan vào 16/7 |
| 2009 | Taiwan Tour (TSO & Hayley)                   | Diễn live cùng dàn nhạc giao hưởng Đài Loan tại National Theatre vào 3/10 |
| 2009 | Japan Tour                                   | 5 buổi diễn trên cả nước Nhật trong đợt ra mắt album khu vực vào 11-18/10 |
| 2009 | Winter Magic Christmas Tour                  | Diễn live từ 23/11 đến 21/12 trong các thánh đường của Anh Quốc |
| 2010 | Battle Of Britain 70th Anniversary UK Tour   | Diễn từ 6/7 đến 2/8 cùng Central Ban, Regiment Band, và College Band của Anh |